# Cal Pelut Vell
Cal Pelut Vell o Cal Rovira és una masia del Prat de Llobregat (Baix Llobregat) inclosa a l'Inventari del Patrimoni Arquitectònic de Catalunya.

## Descripció
Masia que segueix la tipologia 1.I de l'esquema de Danés i Torras. Té dos cossos afegits, amb les funcions de magatzem i garatge, que són probablement del segle xx. Totes les cobertes són a dues vessants. Malgrat la proximitat a l'Autovia de Castelldefels, la conservació de l'edifici i la seva explotació agrícola és excel·lent.

## Història
La família Rovira està documentada al Prat a finals del segle xviii.